# إبراهيم بن اليزيد
إبراهيم بن اليزيد (توفي 1236هـ، تطوان) أمير علوي مغربي ابن اليزيد بن محمد، بايعه أهل فاس البالي بعدما ضعفت سلطة سليمان بن محمد أمام بلاد السيبة، وبسبب الجفاف والجراد وغلاء القمح بعد أن سمح المخزن بتصديره لفرنسا.
بعد انكسار مولاي سليمان أمام تحالف أيت أومالو وأسره وانعكافه في القصر، خرج أهل فاس عن طاعته مدعين غيابه الطويل وعدم رده عدوان قبائل زيان على منطقتهم، فقام أهل فاس البالي بمبايعة مولاي إبراهيم بن اليزيد صبيحة 9 و10 صفر 1236هـ، مبريين وجود كتاب مزعوم من السلطان سليمان يعلن فيه عزل نفسه ويحثهم على البحث عن أمير يبايعوه. في المقابل بقي أهل فاس الجديد على بيعة المولى سليمان، فاشتعلت الفتنة بين العدوتين. توجه إبراهيم إلى أنصاره بتطوان وبايعوه، وهي مدينة عانت من سياسة الاحتراز والانغلاق عن أوروبا التي انتهجها المولى سليمان وكان تبنيه الدعوة الوهابية ومنعه مواسم الصوفية النقطة التي جعلت تطوان تعادي سلطة المولى سليمان وتسارع في مبايعة أبناء اليزيد.
ضرب مولاي إبراهيم حصارا على فاس دام عشرة أشهر.
.مرض ومات، ودفن في بيت سيتحول لاحقا إلى مقر الزاوية التجانية بالمدينة. وكانت وفاته ليلة الخميس 4 جمادى الآخرة 1236هـ.